# 한인수 (정치인)
한인수(韓仁洙, 1946년 6월 1일~)은 대한민국의 정치인이다. 제5·6대 서울특별시 금천구청장(2002~2010, 민선 3·4기)을 지냈다.

## 전과
- 공무집행방해, 공용물건손상, 폭력행위등처벌에관한법률위반: 징역 6월, 집행유예 1년 - 1973년 5월 1일 선고[2]

## 역대 선거 결과
|  | 2.24% |

|  | 22.78% |

|  | 44.30% |

|  | 52.05% |

|  | 58.58% |

|  | 13.84% |

|  | 41.17% |

|  | 34.56% |